# Diplochita
Diplochita là chi thực vật có hoa trong họ Mua.